# Eleanor Cattonová
Eleanor Cattonová (* 24. září 1985, London, Ontario, Kanada) je novozélandská spisovatelka.
Narodila se v Kanadě, kde její otec studoval na University of Western Ontario. Navštěvovala Burnside High School, později studovala angličtinu na univerzitě v Canterbury a následně tvůrčí psaní na Victoria University of Wellington. V současnosti žije v Aucklandu a vyučuje tvůrčí psaní na Manukau Institute of Technology.
Debutovala románem The Rehearsal v roce 2008. Za svůj druhý román The Luminaries získala v roce 2013 ve věku 28 let prestižní Man Bookerovu cenu, čímž se stala nejmladším vítězem této literární ceny v její dosavadní historii. Její 832stránkový román je zároveň nejdelší vítěznou knihou v 45leté historii udělování Man Booker Prize. Po Hulme Keri, která získala cenu s románem Kamenní lidé v roce 1985, je druhou nositelkou této ceny z Nového Zélandu. Český literární časopis A2 zařadil tento román mezi nejlepší světové prózy po roce 2000.

## Dílo
- Na scéně (Rehearsal, 2008, do češtiny přeložila Martina Neradová, Kniha Zlín, 2011)
- Nebeská tělesa (The Luminaries, 2013, přel. Martina Neradová, Argo, 2016)